# Velika Jasikova
Velika Jasikova (cyr. Велика Јасикова) – wieś w Serbii, w okręgu zajeczarskim, w mieście Zaječar. W 2011 roku liczyła 819 mieszkańców.